# Neukloster
Neukloster è una città del Meclemburgo-Pomerania Anteriore, in Germania.
Appartiene al circondario del Meclemburgo Nordoccidentale ed è amministrata dall'Amt Neukloster-Warin.